# ガイアート
株式会社ガイアートは日本の建設会社。道路舗装工事部門を主力としている。
大手ゼネコンの熊谷組の舗装部門の子会社（ガイアートクマガイ）および飛島建設の舗装部門の子会社（飛島道路）が、2004年4月1日をもって合併（ガイアートクマガイが飛島道路を吸収）し、「株式会社ガイアートT・K」に商号変更された。2005年に予定されていた熊谷組および飛島建設本体同士の経営統合（熊谷組は元々は飛島建設から独立したもの）に先立つものであったが、結果的に親会社の経営統合は白紙となっている。
2014年度に熊谷組の完全子会社になったこともあり、2016年10月1日、社名からT（飛島）K（熊谷）を外し、「株式会社ガイアート」に商号変更された。

## 主な施工実績
- ヤマハリゾートつま恋スポーツランド
- スポーツランドSUGOトレールランド、ほか